# Invasion normande de l'Irlande
L'Invasion normande de l'Irlande s'est déroulée par étapes à la fin du XIIe siècle, à une époque où l'Irlande gaélique était composée de plusieurs royaumes, avec un grand roi revendiquant la souveraineté.
Sur la demande du roi de Leinster, Dermott MacMurrough alors en exil, des mercenaires cambro-normands débarquèrent le 1er mai 1169 sur l'île d'Irlande. Cette intervention militaire était soutenue par le roi Henri II d'Angleterre et autorisée par le pape Adrien IV. MacMurrough et les Normands conquirent le Leinster en quelques semaines puis lancèrent des raids sur les royaumes voisins dont la conséquence fut la fin des hauts-rois d'Irlande.
À l'été de 1170, il y eut deux autres débarquements normands, menés par Richard FitzGilbert de Clare, dit Strongbow. En mai 1171, Strongbow avait pris le contrôle de Leinster et s'était emparé des royaumes de Dublin, Waterford et Wexford. Cet été-là, le grand roi Ruaidrí Ua Conchobair (Rory O'Connor) mène une contre-offensive irlandaise contre les Normands, qui réussissent néanmoins à conserver la majeure partie des territoires qu'ils avaient conquis précédemment.
En octobre 1171, le roi Henri II d'Angleterre débarque en Irlande avec une grande armée anglo-normande afin de contrôler les Cambro-Normands et les Irlandais. Les seigneurs normands remirent les territoires conquis à Henri, qui laisse Richard "Strongbow" de Clare tenir le Leinster en tant que fief et déclare que les villes sont des terres de la Couronne. De nombreux rois irlandais lui prêtent allégeance dans l'espoir de freiner l'expansion normande. Toutefois le roi Henri accorde le royaume invaincu de Mide à Hugues III de Lacy.
Après le départ d'Henri en 1172, l'expansion normande et les contre-offensives irlandaises se poursuivent.
Le traité de Windsor de 1175 reconnaissait le roi Henri comme suzerain des territoires conquis et Ruaidri O'Connor comme suzerain du reste de l'Irlande, celui-ci étant toutefois obligé de payer un tribut, reconnaissant implicitement la suzeraineté anglaise sur l'ensemble de l'île. Cependant, le traité s'est rapidement effondré, les seigneurs anglo-normands continuant à envahir les royaumes irlandais qui lancent à leur tour des contre-attaques.
En 1177, Henri II Plantagenêt adopte une nouvelle politique. Il déclare que son fils John est « Lord of Ireland » (c'est-à-dire de tout le pays) et autorise les seigneurs normands à conquérir davantage de terres. Le territoire occupé devint la seigneurie de l'Irlande et fait partie de l'empire angevin.
L'invasion largement réussie de l'île est principalement attribuée à la supériorité militaire des Normands, au programme de construction de châteaux pour la défense des zones conquises, à l'absence d'une opposition unifiée des Irlandais ainsi qu'au soutien du pape, anglais, Adrien IV lors de l'intervention d'Henri.

## Contexte
Au XIIe siècle, l'Irlande gaélique est composée de plusieurs royaumes principaux qui comprenaient chacun plusieurs royaumes inférieurs. Au sommet se trouve le Ard rí Érenn, Haut Roi, qui reçoit un hommage des autres rois, mais qui ne gouverne pas l'Irlande comme un État unitaire. Les cinq villes portuaires de Dublin, Wexford, Waterford, Cork et Limerick étaient habitées par les Vikings-Gaëls qui avaient leurs propres dirigeants.
Les Normands avaient conquis l'Angleterre à partir de 1066 puis au cours des décennies suivantes, les seigneurs normands ont conquis une grande partie du sud du Pays de Galles en y établissant leurs propres seigneuries semi-indépendantes.
Selon l'historien John Gillingham, après la conquête normande, une nouvelle attitude impérialiste émerge parmi l'élite anglaise, et elle en vint à considérer leurs voisins celtiques comme des êtres inférieurs et barbares.
En septembre 1155, le roi Henri II d'Angleterre tint un conseil à Winchester. Selon Robert de Torigni, Henri y discute des plans d'invasion de l'Irlande puis donner l'île à son frère Guillaume d'Anjou. Cependant, les plans sont mis en attente, soi-disant, en raison de l'opposition de sa mère, Mathilde.
Une partie de l'initiative d'invasion pourrait provenir de dirigeants d'églises anglo-normandes - en particulier Thibaut du Bec, archevêque de Canterbury - qui voulait contrôler l'église irlandaise. La même année, le pape Anglais Adrien IV publie la bulle papale Laudabiliter, qui autorise Henri à conquérir l’Irlande afin de promouvoir les réformes grégoriennes dans l’église irlandaise. Les dirigeants des églises irlandaises avaient légiféré pour réformer, notamment lors des synodes de Cashel (en) (1101), Synode de Ráth Breasail (1111) et Synode de Kells (1152). Cependant, la mise en œuvre des réformes a été lente et difficile car elles exigeaient l'abandon des caractéristiques de la société gaélique remontant à l'époque pré-chrétienne et aux pratiques acceptées depuis des siècles par l'église en Irlande. Celles-ci incluaient des attitudes envers le mariage, le célibat clérical, le système sacramentel et le contrôle des terres de l'église.

On fit pourtant, à cette époque, peu référence à cette bulle, car son texte faisait valoir, en vertu de la donation de Constantin, la suzeraineté papale non seulement sur l'île d'Irlande, mais aussi sur toutes les îles de la côte européenne, incluant donc l'Angleterre. Le passage en question dit :
« Il y a en effet aucun doute, comme Sa Grandeur le reconnaît aussi, que l'Irlande et toutes les autres îles que le Christ, Soleil de Vertu, a éclairées, et qui ont reçu les doctrines de la foi chrétienne, appartiennent à la juridiction de saint Pierre et de la sainte Église romaine. »
Les références à la bulle Laudabiliter se firent plus fréquentes à la fin de l'ère Tudor, lorsque les recherches des humanistes de la Renaissance jetèrent des doutes sur l'authenticité de la donation de Constantin.
Jean de Salisbury, secrétaire de l'archevêque de Canterbury, ayant indiqué à Rome, que le peuple irlandais était « barbare et impie », l'influent abbé Bernard de Clairvaux avait écrit un livre, en 1149, sur Saint Malachie dans lequel il décrivait l'Irlande comme barbare et semi-païenne. Selon l'historien F. X. Martin (en), l'Irlande était "barbare" aux yeux de Bernard de Clairvaux simplement parce qu'elle avait conservé sa propre culture et était restée en dehors du monde séculier latin. La représentation de l'Irlande par Jean de Salisbury et Bernard de Clairvaux, plutôt que la vérité sur ses réformes, s'est établie dans toute l'Europe.

## Débarquements de 1169
MacMorrough bénéficia de la protection du haut-roi d'Irlande, Muirchertach MacLochlainn.
À la mort de celui-ci en 1166 Diarmait Mac Murchada (Dermot MacMurragh) est chassé de son trône par une coalition dirigée par le haut-roi d'Irlande Ruaidri Ua Conchobair (Rory O'Connor) et le roi de Breifne Tigernán Ua Ruairc (en) (Tiernan O'Rourke), tout en étant autorisé à garder le titre de Uí Cheinnselaigh (Hy-Kinsellagh).

Diarmait Mac Murchada s'enfuit tout d'abord à Bristol en Angleterre, puis en Normandie et demande l'aide d'Henri II d'Angleterre pour retrouver son trône du royaume de Leinster. Henry autorise Diarmait Mac Murchada à recruter des mercenaires et autorise ses sujets à l'aider en échange de quoi celui-ci devait jurer fidélité et allégeance à Henri II.
Plusieurs Marcher Lord (en) gallois acceptent de l'aider:
Richard FitzGilbert de Clare (également connu sous le nom de « Strongbow »), Robert FitzStephen (en), Maurice FitzGerald et Maurice de Prendergast (en).

Diarmait Mac Murchada promit à Strongbow d'hériter de la royauté de Leinster, à sa mort, ainsi que sa fille, Aoife, en mariage. À la mort de Diarmait Mac Murchada, le premier point causa la consternation d'Henri II, qui craignit là l'instauration en Irlande d'un État normand rival. Aussi se résolut-il à se rendre au Leinster pour y affirmer son autorité.

Il promit à Robert FitzStephen et Maurice de Prendergast la ville de Wexford et deux cantreds (en) voisins. En droit irlandais, Diarmait Mac Murchada n’a pas le droit de le faire. Toutefois, en 1167, ayant obtenu leur aide, il retourna en Irlande et attendit l'arrivée des mercenaires.

Le 1er mai 1169, Robert FitzStephen (en) et Maurice de Prendergast (en) débarquent à Bannow (en) Bay, sur la côte sud de Leinster, avec une force d’au moins 40 chevaliers, 60 hommes d'armes et 360 archers qui fusionne avec 500 hommes environ commandés par Diarmait Mac Murchada pour entreprendre de conquérir Leinster et les territoires revendiqués. Ils assiègent d'abord le port de Wexford (en), qui se rend après deux jours de siège. Ensuite, ils attaquent et pillent les territoires du nord de Leinster, qui avaient refusé de se soumettre à Diarmait Mac Murchada. Ils prennent d'assaut le royaume d'Ossory (en), en battant les forces du roi Donnchad mac Gilla Pátraic (Donagh MacGillapatrick) à la bataille d'Achad Úr.
En réponse, le Haut Roi Ruaidri Ua Conchobair conduisit une armée dans Leinster pour affronter Diarmait Mac Murchada et les Normands. L'armée comprenait des contingents de Connacht, Breifne, Mide et Dublin, chacun dirigé par leurs rois respectifs. Un accord est alors conclu à Ferns : Diarmait Mac Murchada était reconnu comme roi de Leinster, mais celui-ci reconnaissait Ruaidri Ua Conchobair comme étant son suzerain et acceptait de renvoyer définitivement ses alliés étrangers. Pour assurer le respect de l'accord, Diarmait Mac Murchada donnait à Ruaidri Ua Conchobair des otages, dont l'un était son fils.
Il semble cependant que Diarmait Mac Murchada ait cherché à utiliser ses alliés anglo-normands pour se faire Haut-Roi car peu après l'accord de Ferns, Maurice FitzGerald est à Wexford avec au moins 10 chevaliers, 30 archers montés et 100 archers à pied. Ensuite, Maurice FitzGerald et Diarmait Mac Murchada ont dévasté l’arrière-pays de Dublin.

## Invasion de Strongbow en 1170
En 1170, Strongbow semble avoir été financé pour son invasion par un marchand juif du nom de Josce de Gloucester qui fut par la suite lourdement condamné par le roi pour avoir financé l'expédition de Strongbow en Irlande,.

En mai de la même année, Raymond FitzGerald débarque à Bannow (en) Bay avec au moins 10 chevaliers et 70 archers. C'était l'avant-garde de l'armée de Strongbow et devait être le tremplin pour lancer un assaut sur Waterford. Cette occupa à Baginbun un éperon barré et pilla la campagne environnante.

Ils sont alors assiégés par une force beaucoup plus importante composé d'irlandais et de norvégiens. Les Anglo-Normands en infériorité numérique se sont servit d'un grand troupeau de bétail contre l'armée adverse. Les Normands mirent en déroute les assiégeants, en tuant jusqu'à 500 personnes et en capturant 70. Ces prisonniers ont ensuite été exécutés, les Normands brisant leurs membres avant de les décapiter et de jeter leurs corps sur la falaise.
389/5000

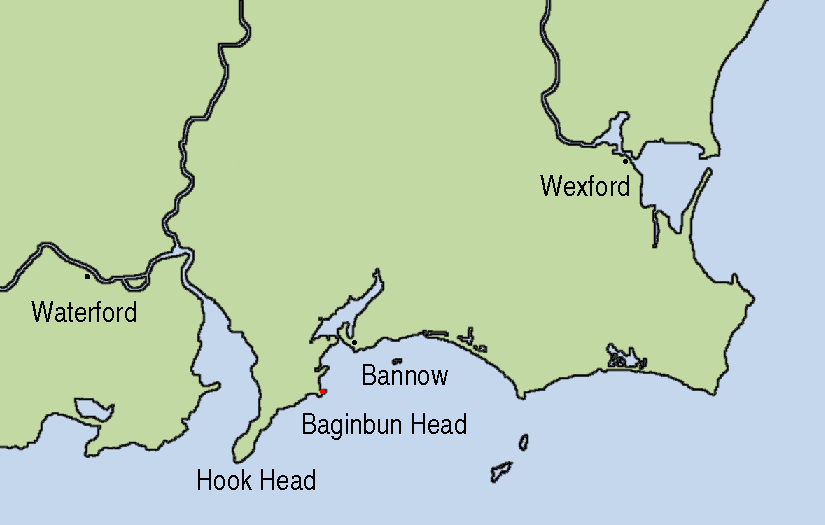
Une carte montrant les emplacements de, Baginbun, Wexford et Waterford

Le 23 août, Strongbow débarque à Passage East (en) avec au moins 200 chevaliers et 1 000 soldats. Après avoir rejoint les forces de Raymond FitzGerald ils lancent l'assaut sur Waterford. Après avoir pénétré dans la ville de violents combats ont suivi dans les rues, au cours desquels 700 défenseurs ont été tués. Diarmait Mac Murchada arriva à Waterford et conformément à l'accord, sa fille, Aoife épousa Strongbow.
Après un conseil de guerre à Waterford les Normands et Diarmait Mac Murchada décident de prendre Dublin. Pour défendre la ville le haut roi Ruaidri Ua Conchobair déploie une grande armée pour les intercepter composée de soldats de Connacht, des troupes du royaume de Breifne dirigées par le roi Tigernán Ua Ruairc (en), royaume de Meath dirigé par le roi Conchobar ua Mael Sechlainn et le royaume d'Airgíalla dirigé par le roi Murchad Ua Cerbaill.
Les Normands et Diarmait Mac Murchada contournent le dispositif de défense en traversant les montagnes de Wicklow, forçant l'armée de Ruaidri Ua Conchobair a abandonner son plan.
À leur arrivée aux portes de la ville de Dublin, Diarmait Mac Murchada entame alors des négociations avec le roi du royaume de Dublin Ascall mac Ragnaill (Ascall MacRannall). Le 21 septembre, alors que les pourparlers sont en cours, une troupe de Normands, dirigée par Miles de Cogan et Raymond FitzGerald attaque et prend la ville d'assaut la ville. Ascall mac Ragnaill et ses partisans sont alors obligés de fuir sur leurs navires jurant de reprendre la ville. 
Strongbow et Diarmait Mac Murchada lancent alors "une chevauchée dévastatrice" à travers le royaume de Meath et le royaume de Breifne, brûlant l'abbaye de Clonard, l'abbaye de Kells ainsi que plusieurs autres villes monastiques. En réponse aux diverses violations de l'accord de Ferns, Ruaidri Ua Conchobair fait exécuter trois otages, dont le fils de Diarmait Mac Murchada.

## Contre-offensive irlandaise de 1171
Diarmait Mac Murchada retourna à Ferns et y mourut soudainement en mai 1171. 
 Conformément à l'accord Strongbow s'est donc déclaré roi de Leinster. Cependant, en vertu de la loi gaélique, il n'avait pas le droit de le faire, et le frère de Diarmait Mac Murchada, Murchad Mac Murchada roi d'Osraige, s'y opposa. Les Anglo-Normands sont alors confrontés à un soulèvement général, à la fois de l'intérieur et de l'extérieur du royaume de Leinster.
 Les Irlandais du royaume de Desmond lancent une attaque dévastatrice contre Waterford, occupée par des Normands. 
À peu près à la même époque, une armée Vikings-Gaëls conduite par Ascall mac Ragnaill, composée d'une flotte d'au moins 60 navires, débarque à l'extérieur de Dublin et essaye de reprendre la ville. Mais ils sont repoussés par les forces de Miles de Cogan et Ascall mac Ragnaill fait prisonnier est exécuté publiquement.
Une grande armée dirigée par Ruaidri Ua Conchobair comprenant des contingents et des troupes venant de la plupart des royaumes irlandais dont le Connacht, le royaume de Breifne dirigé par le roi Tigernán Ua Ruairc (en), le royaume de Mide dirigé par le roi Conchobar ua Mael Sechlainn le royaume de Thomond dirigé par le roi Domnall Mór Ua Briain, le royaume d'Airgíalla dirigé par le roi Murchad Ua Cerbaill, le royaume d'Ulaid dirigé par le roi Magnus Mac Duinnsléibe et royaume de Leinster dirigé par Murchad Mac Murchada encerclent Dublin, ainsi qu'une flotte de 30 navires nord-gaéliques, envoyée par Godred Olafsson, qui bloque la baie de Dublin.

Robert FitzStephen (en) ayant envoyé ses meilleures troupes en poste à Wexford pour aider la garnison anglo-normande de Dublin, Wexford a ensuite été attaquée et contrainte de quitter la ville. Les Normands ont fui vers un campement militaire situé à proximité de Carrick-on-Suir, où ils ont été assiégés.

Durant le siège de Dublin, qui a duré deux mois, s'il y eut bien quelques escarmouches, il semble que les Irlandais se sont contentés d'affamer les Normands.
Ayant Dublin et Carrick-on-Suir assiégés, Strongbow accepte de négocier. Strongbow de reconnaître Ruaidri Ua Conchobair comme leur suzerain à la condition que les Anglo-Normands soient autorisés à conserver ce qu'ils avaient conquis. Ruaidri Ua Conchobair répondit qu'il n'autoriserait les Normands qu'à conserver Dublin, Wexford et Waterford. Ceci étant inacceptable pour Strongbow celui-ci fit lancer une attaque surprise contre le camp de Ruaidri Ua Conchobair à Castleknock (en) qui tuèrent des centaines de soldats, dont beaucoup se reposaient ou se baignaient, saisissant également des fournitures.

À la suite de cette défaite, l'armée irlandaise s'est retirée, malgré la reddition de FitzStephen à Carrick. Quand les Irlandais-Nordiques apprirent que Strongbow était en route, ils ont brûlé Wexford et se sont retirés sur une île voisine avec FitzStephen comme otage.

## Dermott MacMurrough, Strongbow et l'invasion de 1169
Henri débarqua avec une importante flotte à Waterford en 1171, devenant ainsi le premier roi d'Angleterre à fouler le sol irlandais. Waterford et Dublin furent toutes deux proclamées cités royales. Le successeur d'Adrien IV, le pape Alexandre III, ratifia en 1172 la cession des terres irlandaises à Henri II, qui les attribua à son plus jeune fils, Jean Sans terre avec le titre de Dominus Hiberniae (« seigneur d'Irlande »). Quand, de façon inattendue, Jean, cinquième fils d'Henri II, succéda à son frère sur le trône anglais, la seigneurie d'Irlande tomba dans les possessions de la Couronne anglaise[réf. nécessaire].
Henri II fut reconnu volontiers par la plupart des rois irlandais, qui voyaient en lui une occasion de mettre un frein à l'expansion du Leinster et des Hiberno-Normands. Ceci conduisit, en 1175, à la signature du Traité de Windsor entre Henri II et Ruaidri O'Connor. Mais après la mort de Diarmait et de Strongbow, respectivement en 1171 et en 1176, avec le retour d'Henri II en Angleterre et avec l'incapacité de Ruaidri de maîtriser ceux qui étaient théoriquement ses vassaux, ce traité ne valut plus même le velin sur lequel il avait été écrit. John de Courcy envahit et s'empara d'une grande partie de l'est de l'Ulster en 1177, Raymond le Gros avait déjà pris Limerick et une bonne partie du nord du Munster, tandis que les autres familles normandes, comme les Prendergast, fitz Stephen, fitz Gerald, fitz Henry et le Poer, s'occupaient activement à se découper pratiquement des royaumes.

## Gallóglaigh
Le terme Gallowglass ou Galloglass est une anglicisation de l'irlandais Gallóglaigh, qui signifie « soldats étrangers ». L'importation de gallowglass en Irlande joua un rôle important pour contenir l'invasion cambro-normande du XIIe siècle, car leurs rangs renforcèrent la résistance des seigneurs irlandais. Pendant tout le Moyen Âge, des troupes de gallowglass furent entretenues par les Irlandais gaéliques, ainsi que par les seigneurs hiberno-normands. Le Lord lieutenant d'Irlande lui-même gardait à son service généralement une compagnie de ceux-ci.

## Liste des capitaines présents lors de l'invasion normande de l'Irlande
William Camden prétend que les personnes suivantes étaient présentes lors de l'invasion.

### Personnes qui collaborèrent avec Diarmait MacMurrough durant l'invasion de 1169
- Maurice de Prendergast (en)
- Robert Barr
- Meiler Meilerine
- Maurice FitzGerald, seigneur de Llansteffan
- Redmond neveu de Robert FitzStephen (en)
- William Ferrand
- Miles De Cogan
- Walter de Ridensford
- William et Alexander fils de Maurice FitzGerald
- William Notte
- Richard Caddell (ancêtre de la famille Blake)
- Robert FitzBernard
- Hugues de Lacy
- William FitzAldelm (en)
- William Macarell
- Humphrey De Bohun
- Hugh De Gundevill
- Philip de Hasting
- Hugh Tirell
- David Walsh
- Robert Le Poer (premier Le Poer en Irlande)
- Osbert de Herloter
- William de Bendenges
- Adam de Gernez
- Philip de Breos
- Griffin neveu de FitzStephen
- Ralph FitzStephen
- Walter de Barry
- Philip Walsh
- Adam de Hereford (en)
- Tommy de Downes

### Autres personnes qui prétendirent être présentes lors de l'invasion de 1169
- Hugh Contilon
- Redmund FitzHugh
- Miles de St. David's Walynus, un Gallois qui vint en Irlande avec Maurice Fitzgerald
- Sir Robert Marmion (en), avec Richard FitzGilbert de Clare dit Strongbow, 2e comte de Pembroke

## Personnes présentes durant l'invasion de Henry II en 1171
- Risteárd de Tiúit (en)
- William de Wall
- Randolph FitzRalph, avec FitzStephen
- Alice of Abervenny, avec Raymond FitzWilliam Le Gros
- Richard de Cogan, avec Strongbow
- Philippe Le Hore, avec Strongbow
- Bertram III de Verdun, avec Henry II
- Theobald Walter (en), 1er baron Butler, avec Henry II
- Robert de Bermingham, avec Strongbow
- d'Evreux, avec Strongbow
- Eustace Roger de Gernon, avec Strongbow
- de la Chapelle (Supple)
- Gilbert de Angulo (en) et ses fils Jocelyn et Hostilo (Costello), avec Strongbow.

Ces derniers, les MacCostello (Mac Oisdealbhaigh) furent une des premières familles normandes à s'installer dans le Connacht, comté de Mayo, dans ce qui allait devenir la baronnie de Costello, qui inclut à l'origine une partie du comté de Roscommon proche. D'ailleurs au XVIe siècle, leur siège se trouvait près de Ballaghaderreen, actuellement dans le comté de Roscommon. Ils furent les premiers envahisseurs normands à adopter un nom gaélique, indiquant leur descendance d'Oisdealbh, fils du fameux Gilbert de Nangle (en) (latin: de Angulo), un des premiers envahisseurs cambro-normands. La famille de ce dernier, les « de Angulo », obtinrent de vastes territoires dans le comté de Meath, où ils furent barons de Navan. Par la suite, la famille essaima dans le Leinster et le Connacht, où la famille principale adopta le patronyme gaélique Mac Oisdealbhaigh. Ceux du Leinster et du Connacht qui n'adoptèrent pas cette forme devinrent des « Nangle », et ceux du comté de Cork des « Nagle ». Les « Waldron » (Mac Bhaildrin) sont une branche des MacCostellos de Mayo.